# Nieva (Segovia)
Nieva ist ein Ort und eine Gemeinde (municipio) mit 256 Einwohnern (Stand: 2024) in der zentralspanischen Provinz Segovia in der Autonomen Region Kastilien-León. 

## Lage und Klima
Nieva liegt in der kastilischen Meseta in ca. 840 m Höhe ungefähr 27 Kilometer (Fahrtstrecke) nördlich der Provinzhauptstadt Segovia. Das Klima ist gemäßigt bis warm; Regen (483 mm/Jahr) fällt mit Ausnahme der trockenen Sommermonate übers Jahr verteilt.

## Bevölkerungsentwicklung
| Jahr      | 1970 | 1981 | 1991 | 2001 | 2011 | 2021 |
| Einwohner | 445  | 389  | 390  | 359  | 343  | 255  |

## Sehenswürdigkeiten

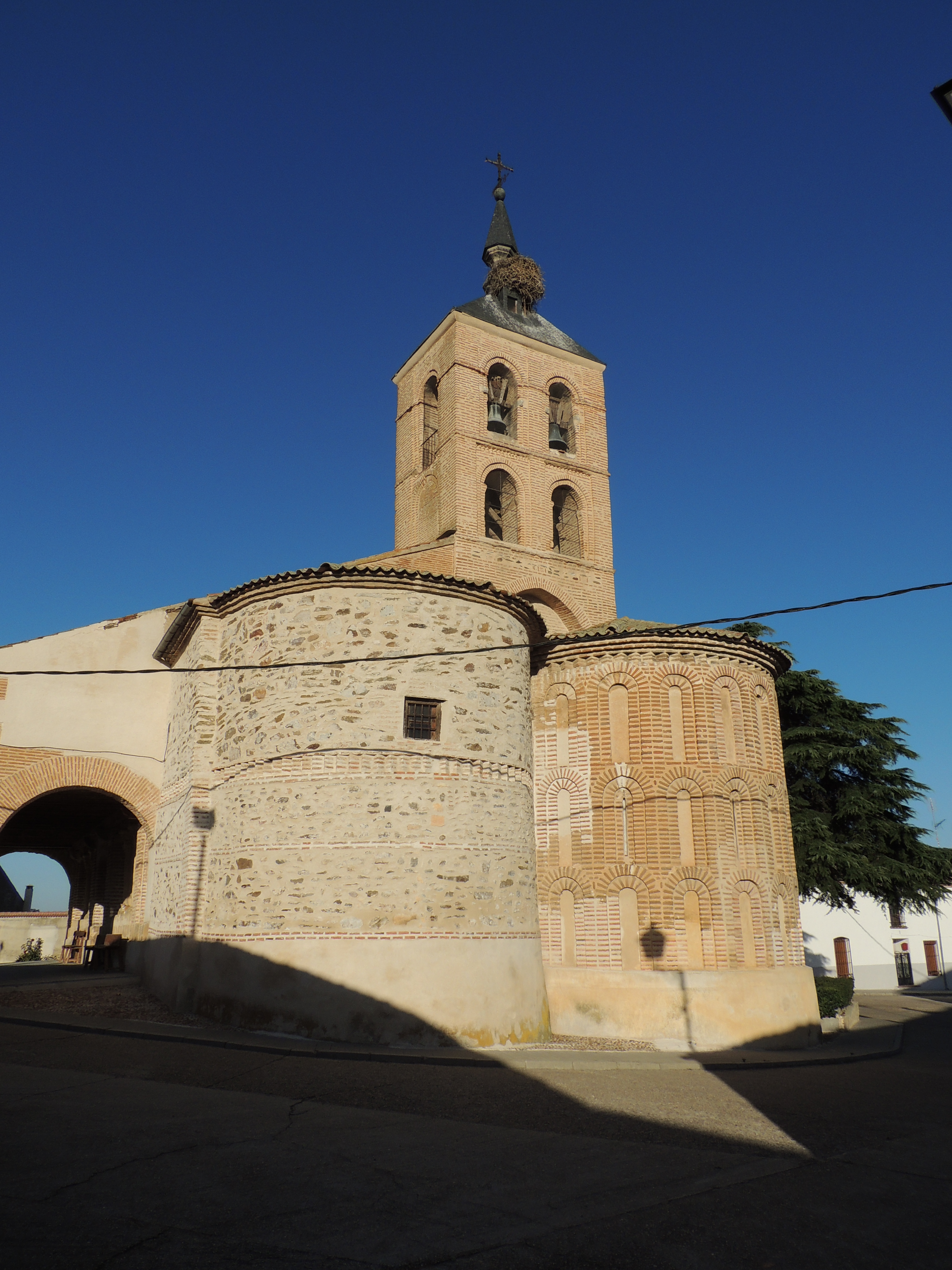
Stephanuskirche
- Marienkapelle

- Stephanuskirche